# Leucothyreus opacipennis
Leucothyreus opacipennis är en skalbaggsart som beskrevs av Frey 1976. Leucothyreus opacipennis ingår i släktet Leucothyreus och familjen Rutelidae. Inga underarter finns listade i Catalogue of Life.